# 1re étape du Tour d'Espagne 2016
La 1re étape du Tour d'Espagne 2016 s'est déroulée le samedi 20 août 2016, sous la forme d'un contre-la-montre par équipes.

## Résultats

### Classement de l'étape
| \| Classement de l'étape \| Classement de l'étape \| Classement de l'étape \| Classement de l'étape \| Classement de l'étape \| Classement de l'étape \| \| Équipe \| Équipe \| Pays \| Temps \| Écart de temps \| Vitesse moy. \| \| --------------------- \| --------------------- \| --------------------- \| --------------------- \| --------------------- \| --------------------- \| \| 1re \| Sky \| Royaume-Uni \| 30 min 37 s \| 30 min 37 s \| 54.480 km/h \| \| 2e \| Movistar Team \| Espagne \| 30 min 37 s \| + 0 s \| 54.480 km/h \| \| 3e \| Orica-BikeExchange \| Australie \| 30 min 43 s \| + 6 s \| 54.303 km/h \| \| 4e \| BMC Racing Team \| États-Unis \| 30 min 44 s \| + 7 s \| 54.273 km/h \| \| 5e \| Etixx-Quick Step \| Belgique \| 30 min 59 s \| + 22 s \| 53.835 km/h \| \| 6e \| Lotto NL-Jumbo \| Pays-Bas \| 31 min 05 s \| + 28 s \| 53.662 km/h \| \| 7e \| Trek-Segafredo \| États-Unis \| 31 min 27 s \| + 50 s \| 53.037 km/h \| \| 8e \| Cannondale-Drapac \| États-Unis \| 31 min 29 s \| + 52 s \| 52.980 km/h \| \| 9e \| Tinkoff \| Russie \| 31 min 29 s \| + 52 s \| 52.980 km/h \| \| 10e \| Bora-Argon 18 \| Allemagne \| 31 min 34 s \| + 57 s \| 52.841 km/h \| |                    |             |             |                |              |
| |                    |             |             |                |              |
| Source : ProCyclingStats |                    |             |             |                |              |
| Classement de l'étape |                    |             |             |                |              |
| Équipe | Équipe             | Pays        | Temps       | Écart de temps | Vitesse moy. |
| 1re | Sky                | Royaume-Uni | 30 min 37 s | 30 min 37 s    | 54.480 km/h  |
| 2e | Movistar Team      | Espagne     | 30 min 37 s | + 0 s          | 54.480 km/h  |
| 3e | Orica-BikeExchange | Australie   | 30 min 43 s | + 6 s          | 54.303 km/h  |
| 4e | BMC Racing Team    | États-Unis  | 30 min 44 s | + 7 s          | 54.273 km/h  |
| 5e | Etixx-Quick Step   | Belgique    | 30 min 59 s | + 22 s         | 53.835 km/h  |
| 6e | Lotto NL-Jumbo     | Pays-Bas    | 31 min 05 s | + 28 s         | 53.662 km/h  |
| 7e | Trek-Segafredo     | États-Unis  | 31 min 27 s | + 50 s         | 53.037 km/h  |
| 8e | Cannondale-Drapac  | États-Unis  | 31 min 29 s | + 52 s         | 52.980 km/h  |
| 9e | Tinkoff            | Russie      | 31 min 29 s | + 52 s         | 52.980 km/h  |
| 10e | Bora-Argon 18      | Allemagne   | 31 min 34 s | + 57 s         | 52.841 km/h  |

### Classement général
| \| Classement général \| Classement général \| Classement général \| Classement général \| Classement général \| \| Coureur \| Coureur \| Pays \| Équipe \| Temps \| \| ------------------ \| -------------------- \| ------------------ \| ------------------ \| ------------------ \| \| 1er \| Peter Kennaugh \| Royaume-Uni \| Team Sky \| 30 min 37 s \| \| 2e \| Salvatore Puccio \| Italie \| Team Sky \| + 0 s \| \| 3e \| Michał Kwiatkowski \| Pologne \| Team Sky \| + 0 s \| \| 4e \| Leopold König \| Tchéquie \| Team Sky \| + 0 s \| \| 5e \| Christopher Froome \| Royaume-Uni \| Team Sky \| + 0 s \| \| 6e \| Alejandro Valverde \| Espagne \| Movistar Team \| + 0 s \| \| 7e \| Jonathan Castroviejo \| Espagne \| Movistar Team \| + 0 s \| \| 8e \| Rubén Fernández \| Espagne \| Movistar Team \| + 0 s \| \| 9e \| José Joaquín Rojas \| Espagne \| Movistar Team \| + 0 s \| \| 10e \| Nairo Quintana \| Colombie \| Movistar Team \| + 0 s \| |                      |             |               |             |
| |                      |             |               |             |
| Source : ProCyclingStats |                      |             |               |             |
| Classement général |                      |             |               |             |
| Coureur | Coureur              | Pays        | Équipe        | Temps       |
| 1er | Peter Kennaugh       | Royaume-Uni | Team Sky      | 30 min 37 s |
| 2e | Salvatore Puccio     | Italie      | Team Sky      | + 0 s       |
| 3e | Michał Kwiatkowski   | Pologne     | Team Sky      | + 0 s       |
| 4e | Leopold König        | Tchéquie    | Team Sky      | + 0 s       |
| 5e | Christopher Froome   | Royaume-Uni | Team Sky      | + 0 s       |
| 6e | Alejandro Valverde   | Espagne     | Movistar Team | + 0 s       |
| 7e | Jonathan Castroviejo | Espagne     | Movistar Team | + 0 s       |
| 8e | Rubén Fernández      | Espagne     | Movistar Team | + 0 s       |
| 9e | José Joaquín Rojas   | Espagne     | Movistar Team | + 0 s       |
| 10e | Nairo Quintana       | Colombie    | Movistar Team | + 0 s       |

### Classement par équipes
| Classement par équipes au temps | Classement par équipes au temps | Classement par équipes au temps | Classement par équipes au temps |
|                                 | Équipe                          | Pays                            | Temps                           |
| ------------------------------- | ------------------------------- | ------------------------------- | ------------------------------- |
| 1re                             | Sky                             | Royaume-Uni                     | en 2 h 33 min 5 s               |
| 2e                              | Movistar                        | Espagne                         | + 0 s                           |
| 3e                              | Orica-BikeExchange              | Australie                       | + 30 s                          |
| modifier                        |                                 |                                 |                                 |